# أكاديمية الفنون الجميلة والتصميم

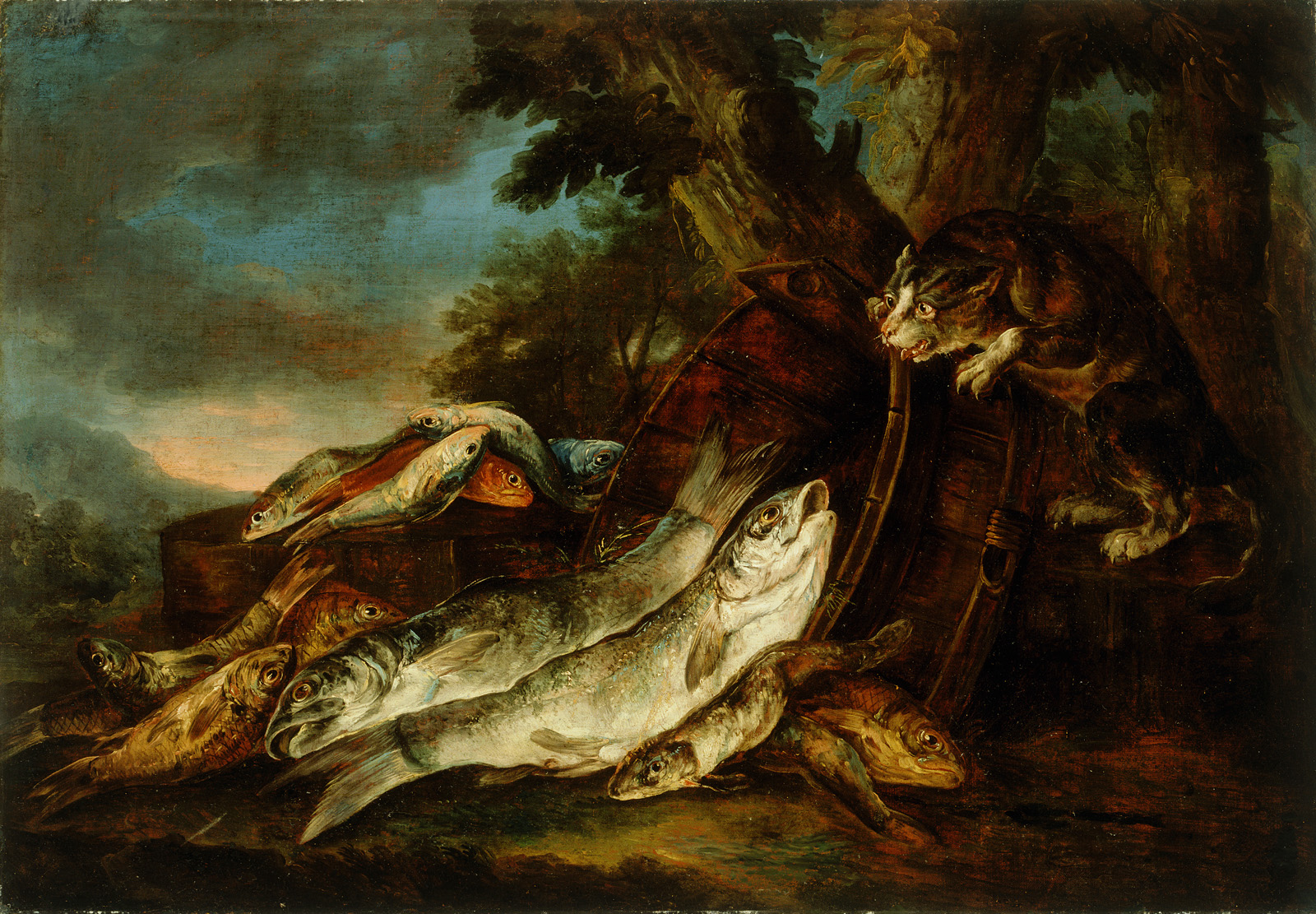
لوحة زيتية تعود للقرن الثامن عشر معروضة في أكاديمية الفنون الجميلة والتصميم في سلوفينيا

أكاديمية الفنون الجميلة والتصميم (تعرف أيضًا بالاختصارأ ف ج ت)، هي أكاديمية فنية تقع في ليوبليانا، سلوفينيا . وتعد جزء من جامعة ليوبليانا.

## عمادة الأكاديمية
شغل منصب عميد الأكاديمية لثلاث مرات، بوزجار جاقاك، ودرس أيضاً في الأكاديمية فنون الجرافيك، ويشغل منصب العميد حالياً لوسيا موكنيك رموس.

### عمداء الكلية
- جو كاوكا (1924-2015)
- بوزجار جاقاك (1899–1989)
- بوريس كالين (1905-1975)
- غوجيرا انطون (1896–1970)
- أدريانا ماراك (1931-2015)
- ميكي موستار (1925-2018)
- إيغور توركا (1913-2004)

## روابط خارجية
- أكاديمية الفنون الجميلة والتصميم - الصفحة الرئيسية